# Sean Hepburn Ferrer
Sean Hepburn Ferrer   (Lucerna, 17 de juliol de 1960) és un productor i autor de cinema. És fill d'Audrey Hepburn i Mel Ferrer.

## Vida i carrera
Ferrer va créixer a Suïssa, Itàlia i els Estats Units.
Inicialment va treballar a la indústria cinematogràfica i va treballar en el disseny, producció i comercialització de pel·lícules. Ha participat com a ajudant de direcció en filmar pel·lícules com Inchon, Tote kriegen keine Post (One Shoe Makes It Murder) i Strangers Kiss.
La mort de la seva mare el 1993 el va portar a fundar el "Fons Audrey Hepburn" per a nens el 1994, una entitat benèfica finançada per exposicions de records per a Audrey Hepburn. Va dirigir la beneficència en col·laboració amb el seu germanastre Luca Dotti i Robert Wolders, soci important de la seva mare, que després va continuar la tasca humanitària d'Audrey Hepburn. Ferrer va portar l'exposició "Atemporal Audrey" en una gira mundial per recaptar diners per a la fundació. Va exercir de president de la Fundació abans de dimitir el 2012, moment en el qual Dotti va esdevenir president.
El 2017, Ferrer va ser demandat pel "Fons Audrey Hepburn" per a nens per presumpta conducta d'autoservei. A l'octubre de 2017, Ferrer va respondre demandant el Fons per infracció de marques comercials, al·legant que el Fons ja no tenia el dret d'utilitzar el nom o semblança de Hepburn. La demanda de Ferrer contra el Fons es va desestimar el març de 2018 a causa del fracàs de la denúncia en incloure Dotti com a acusat.
El 2001 va filmar el documental Racehoss sobre Albert Race Sample, que, com a criminal condemnat a la presó, es va dirigir a escriure i després va ajudar altres reclusos a tornar a la vida normal. Ferrer va dirigir la pel·lícula i també es va fer càrrec de la producció. El 2003 va publicar una biografia de la seva mare, Audrey Hepburn, "An Elegant Spirit: A Son Recorders" (Un esperit elegant: Records d'un fill.).

## Filmografia (seleccionada)
- 1981: Inchon (Subdirector)
- 1982: One Shoe Make It Murder (segon ajudant de direcció)
- 1983: Strangers Kiss (productor associat, primer ajudant de direcció)
- 1984: Growing Pains (segon sotsdirector)
- 1986: Good to Go (Productora)
- 1987: Treasure of the Moon Goddess  (sotsdirector)
- 1987: Ironweed, en català, Espina de ferro (productor associat)
- 1991: Eye of the Widow (Productor executiu, primer ajudant de direcció)
- 1991: Pretty Hattie's Baby (Productor)
- 1993: Blood In Blood Out (Lligat per Honor, primer ajudant de direcció)
- 2001: Racehoss (Productor, Regie)
- 2010: Living the Blues (Curtmetratge, productor executiu)
- 2011: Cloudstreet (minisèrie de 3 episodis, productor executiu)